# Шафер Наум Григорович
Наум Григорович Шафер (Нахман Ґершевич Шафер; 13 січня 1931, Кишинів — 11 жовтня 2022, Павлодар) — радянський і казахстанський музикознавець, колекціонер, композитор і літературознавець.
Кандидат філологічних наук (1965, по творчості Бруно Ясенського ). Професор кафедри російської філології Павлодарського державного педагогічного інституту та з 1996 року – Павлодарського державного університету ім. З. Торайгирова .   

## Біографічні відомості
Народився в Кишиневі в сім'ї Герша Лазаревича Шафера (1903—1974) та Гіти Соломонівни Шафер (1905—1957), раннє дитинство провів у Леово (на той час в анексованій Румунією Бессарабії ).
13 червня 1941 року був депортований разом з батьками та молодшим братом до Казахстану, жив у колгоспі «Новий побут» у селищі 31 ( Акмолінська область ).   Батько був відправлений до Свердловської області на лісоповал, звільнений через два роки  .
Закінчив школу в Акмолінську та філологічний факультет Казахського державного Університету ім. С. М. Кірова . Брав уроки композиції у Є. Г. Брусиловського (1905-1981) і самостійно почав складати музику під псевдонімом Нами Гітін (іноді Н. Г.). Гітін, на ім'я матері - Гіти Соломонівни).  
Працював учителем російської мови та літератури в середніх школах Казахстану, закінчив аспірантуру при Казахському державному університеті, після чого був направлений викладачем до Целиноградського педагогічного інституту .
Займався творчістю Бруно Ясенського та Михайла Булгакова, опублікував різні редакції оперних лібрето останнього (і раніше неопубліковані драми «Петро Великий» і «Рашель», журнал «Советская музыка», 1988, № 2).    Опублікував ряд статей з історії бардівської пісні, творчості Булата Окуджави та Володимира Висоцького, методикою викладання класичної та сучасної літератури та музики в середній школі.   Окремими виданнями вийшли біографія Ісаака Дунаєвського та його епістолярна спадщина, зібрана та прокоментована М. Г. Шафером,  а також закінчені лібретто М. А. Булгакова та нотні матеріали композицій І. Дунаєвського до цих лібретто, реконструйовані Шафером по уривкам, що збереглися.     Упорядник кількох літературно-музичних програм на грампластинках і компакт-дисках (у тому числі фортепіанних п'єс І. О. Дунаєвського до драм М. А. Булгакова, 1993), а також компакт-диск дисків пісень ціліноградського барда Віктора Мільто (2004) та власних композицій.  
1971 року у Павлодарі заарештовано за ст. 170-1 КК КазРСР за зберігання та розповсюдження самвидаву, засуджений на півтора роки позбавлення волі.   Дисертація на здобуття наукового ступеня доктора філологічних наук (тема дисертації «Російська громадянська поезія за сто років: від Некрасова до Євтушенка») була відхилена. Звільнений 12 березня 1973 року . 
Друкувався в журналах «Дружба народів», «Простір», «Музичне життя», «Радянська музика», «Сибірські вогні», «Театр», «Театральне життя», «Вогник», «Кінознавчі записки», «Корні», газетах — «Літературній газеті», «Известиях», «Спільній газеті» та інших.  Починаючи з середини 1960-х років багаторічний співробітник газети «Звезда Прииртышья». Член Спілки журналістів Казахстану.

## Сім'я
Дружина – Наталя.
Молодший брат - целіноградський педагог і колекціонер Лазар Гершевич Шафер (нар. 1938, Кишинів), автор статей з методики викладання літератури в середній школі, колишній голова єврейського культурного центру "Алеф" в Астані   .
Зібрана Наумом Шафером колекція з 25 тисяч грамофонних та патефонних платівок склала основу музею «Дім Шафера» у Павлодарі (2001).    У музеї також представлені зібрані Шафером 1500 бобін магнітофонних записів та 1500 аудіокасет.  

## Книги
- Дунаевский сегодня. Москва: Советский композитор, 1988. —– 184 с. —– 28000 экз.[32][33][34] — ISBN 5-85285-022-5
- М. А. Булгаков. «Оперные либретто» («Минин и Пожарский», «Чёрное море», «Пётр Великий», «Рашель»). Составление, вступительная статья и комментарии Н. Г. Шафера. Павлодар: ЭКО, 1998. — Шаблон:ISBN с опечаткой
- Исаак Дунаевский. «Когда душа горит творчеством.... Письма к Раисе Рыськиной». Составление, вступительная статья, комментарии и послесловие Н. Г. Шафера. Астана: Государственное издательство «Елорда», 2000.[35] — ISBN 9965-06-016-9
- «Почтовый роман: переписка И. О. Дунаевского и Л. С. Райнль» (1937—1953). Составление, вступительная статья, комментарии и послесловие Н. Шафера. Москва: Композитор, 2001.[36] — ISBN 5852854956
- Наум Шафер. «Дворняги, друзья мои...» Очерки и статьи. Павлодар: ТОО НПФ «ЭКО», 2001.
- Исаак Дунаевский. «Если Вам нужны мои письма... Письма к Л. Г. Вытчиковой». Публикация, вступительная статья, комментарии и послесловие Н. Г. Шафера. Павлодар: ТОО НПФ «ЭКО», 2005. — ISBN 9965060169

## Нотні видання
- Исаак Дунаевский в гостях у Михаила Булгакова: Пьесы для фортепиано. Составление и вступительная статья Н. Шафера. Общая редакция Л. Топорковой. Москва: Композитор, 2001.[37]
- Нами Гитин. Вечерний вальс. Переложение для эстрадно-симфонического оркестра Анатолия Оноприенко. Партитура. Издательство «Композитор — Санкт-Петербург», 2007.[38]

## Музичні видання
- Исаак Дунаевский в гостях у Михаила Булгакова. Грампластинка. Составление и подготовка нотного материала — Н. Шафера. Исполнитель — Л. Топоркова (фортепиано). Фирма «Большой зал», Москва; производственное объединение «Гамма», Павлодар. Ташкентский завод грампластинок, 1993.
- Кирпичики (грампластинка). Антология городской русской песни за 100 лет (1850-е — 1950-е). Составление и музыкально-литературная редакция Н. Шафера. Фирма АРТИ, Алма-Атинская студия грамзаписи. Апрелевский завод грампластинок, 1995.
- Надежды свет. Антология еврейской песни на русском языке. Компакт-диск. Составление и музыкально-литературная редакция Н. Шафера. Павлодар, 2003.
- Нами Гитин. «Одинокий самолет». Романсы и песни прошлого века в исполнении Светланы Немолочновой. Музыка Нами Гитина. Павлодар, 2003.
- Золотистые рассветы. Концерт духового оркестра ГДЦ г. Павлодара. Компакт-диск. Павлодар, 2005.
- Калейдоскоп. Мелодии Нами Гитина. Компакт-диск. Павлодар, 2006.
- 25 июля. День памяти Исаака Дунаевского и Владимира Высоцкого. Двойной CD-альбом. Составитель — Наум Шафер. Павлодар, 2007.
- Отворите мне темницу. Антология тюремной песни XIX—XX веков. Компакт-диск. Составление, нотация и общая музыкально-литературная редакция Н. Шафера. Павлодар, 2008.

## Вибрані статті
- Одна из самых великих песен [Архівовано 30 січня 2022 у Wayback Machine.]. Советская музыка, октябрь 1987.
- Владимир Высоцкий как композитор [Архівовано 24 вересня 2017 у Wayback Machine.]. Театр, № 6, 1988.
- Булгаков-либреттист // М. А. Булгаков драматург и художественная культура его времени: сборник статей (сост. А. Нинов; науч. рук. В. Гудкова; художник А. Дугин). М.: Союз театр. деятелей РСФСР, 1988. —С. 343—357.
- Первый концерт [Архівовано 30 січня 2022 у Wayback Machine.]. Музыка и ты (выпуск 8). М.: Советский композитор, 1989.
- О так называемых «блатных песнях» Владимира Высоцкого [Архівовано 29 січня 2022 у Wayback Machine.]. Музыкальная жизнь, №№ 20—21, 1989.
- Драма или фарс?: Об оперном либретто М. А. Булгакова «Чёрное море» // Музыкальная жизнь. — 1995. — N 5—6.
- Золотая моя Москва: к истории Гимна столицы // Музыкальная жизнь. — 1996. — № 3—4.
- К 70-летию фильма «Искатели счастья» [Архівовано 29 січня 2022 у Wayback Machine.]. Киноведческие записки, № 78, 2006.
- Испытание жизнью: К 100-летию Ю. О. Домбровского [Архівовано 5 липня 2018 у Wayback Machine.]. Сибирские огни, № 10, 2009.
- Максим Горький и Павел Васильев: К проблеме контекста в литературе и жизни [Архівовано 25 червня 2019 у Wayback Machine.]. Сибирские огни, № 1, 2010.